# Казанская церковь (Дмитриево-Помряскино)
Храм Казанской иконы Божией Матери — православный храм в селе Дмитриево-Помряскино Старомайнского района Ульяновской области, был построен 1816 году. С 2017 года — памятник градостроительства и архитектуры.

## История
Каменная тёплая церковь была построена в 1816 году, стараниями дворянки Анны Михайловны Наумовой, за победу над французами в Отечественной войне 1812 года. В 1840 году, во время большого пожара, церковь пострадала, но уже в следующем году была обновлена помещиком гвардии прапорщиком Николаем Михайловичем Наумовым. Церковь трёхпрестольная: главный — во имя Казанской иконы Божией Матери. В правом приделе, построенном в 1858 году, — во имя Святителя Мирликийского Чудотворца Николая; в левом — во имя архистратига Михаила и прочих Небесных сил бесплотных. Также при церкви была выложена каменная часовня другим землевладельцем — Дмитрием Евлампиевичем Нечаевым. В 1908 году перестроена колокольня.
В 1930 году были сняты колокола, а в 1932 году храм был закрыт и разорён. Здание использовалось как склад.
Возвращён верующим в 2010-х годах, восстанавливается.
В 2015 году установлены главки с крестами и начала действовать.
Распоряжением Правительства Ульяновской области «О включении выявленных объектов культурного наследия в единый государственный реестр объектов культурного наследия (памятников истории и культуры) народов Российской Федерации и утверждении границ территорий объектов культурного наследия» № 343-пр от 17.07.2017 года, храм включён в Единый государственный реестр объектов культурного наследия (памятников истории и культуры) народов Российской Федерации.

## Духовенство
- На 1932 год — священник Досов Григорий Солуянович[7];
- На 2023 год — Храм окормляет священник Сергий (Исаков), настоятель Богородице-Боголюбского храма с. Ивановка Старомайнского района[8].

## Престольные праздники
- Казанской иконы Божией Матери — 21 июля, 4 ноября
- Михаил, Архистратиг — 19 сентября (воспоминание чуда в Хо́нех), 21 ноября (собор)
- Николай Чудотворец, архиепископ Мирликийский, святитель — 22 мая, 19 декабря

## Галерея

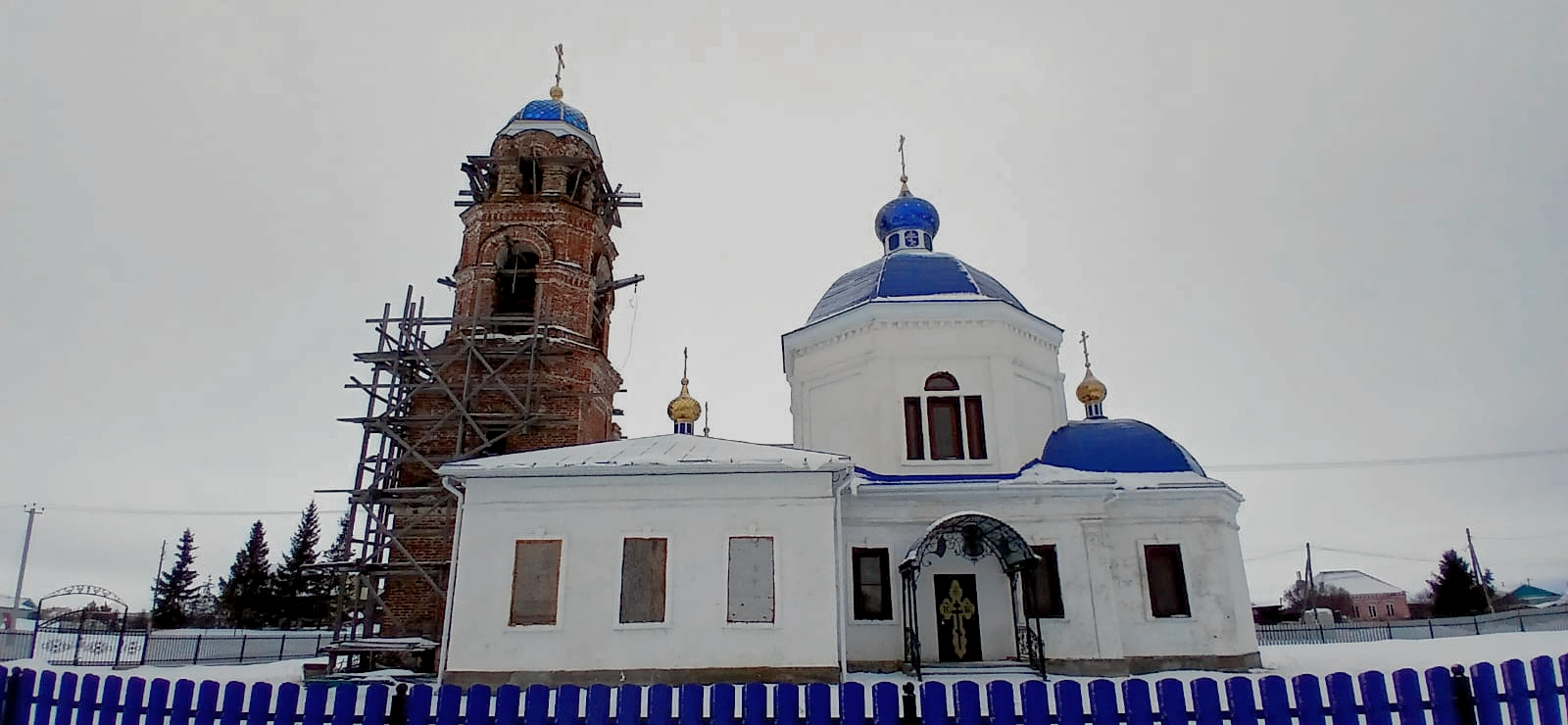
Казанская церковь (2024).
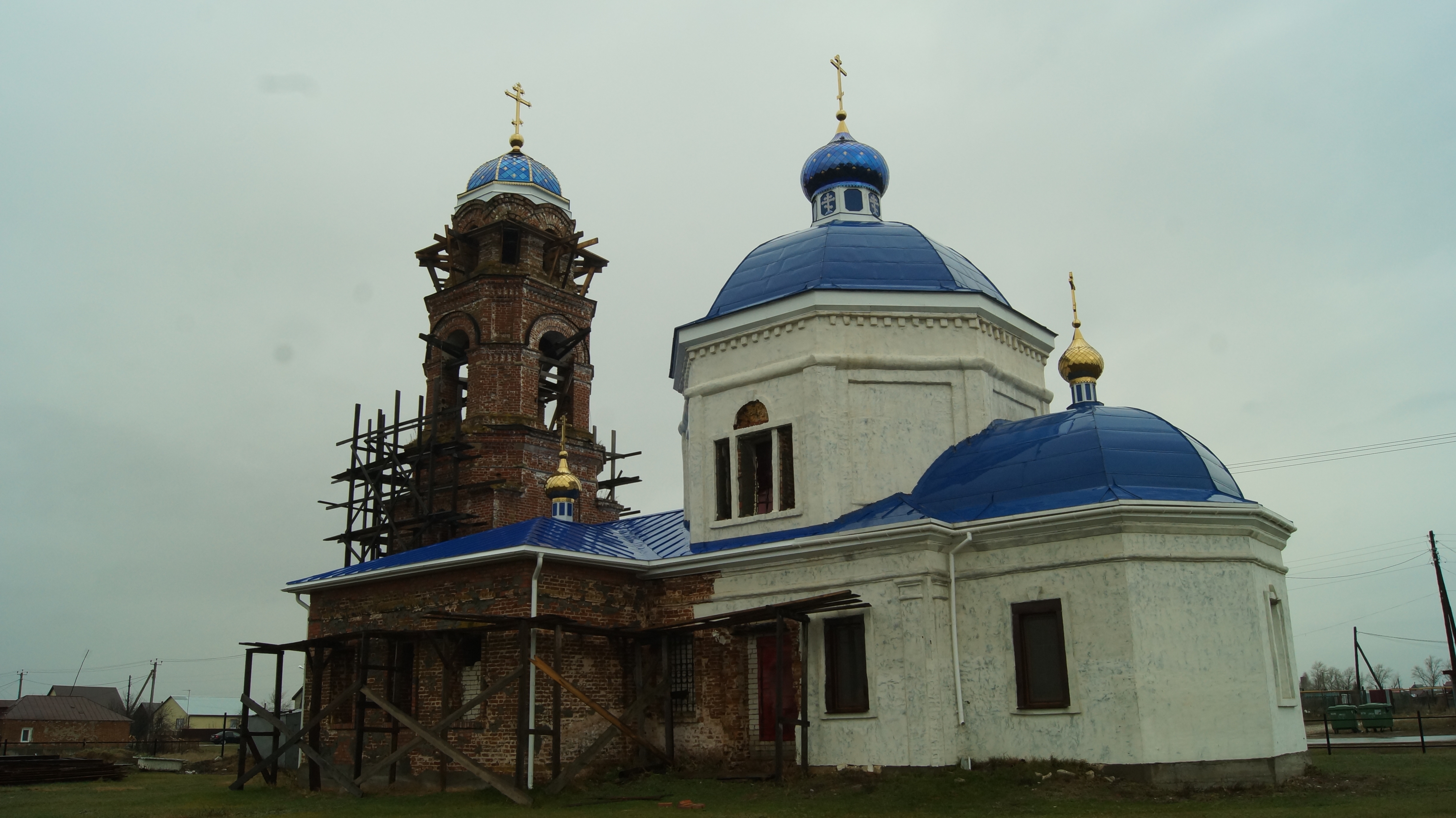
Казанская церковь (2021).